# مدينة التقوى
تقع مستوطنة التقوى على الجانب الجنوبي من جزيرة ماندا، في ولاية لامو في إقليم كينيا الساحلي. وهي أطلال بلدة هُجرت في القرن الثامن عشر تقريبًا.
يمكن الوصول بسهولة إلى موقع التقوى من مدينة لامو. نُقب عن الآثار لأول مرة بواسطة جيمس كيركمان في عام 1951. وفي عام 1972 مُسح الموقع مرة أخرى تحت إشراف جيمس دي فير ألين، أمين متحف لامو.
لم تكنالتقوى مكانًا كبيرًا. فقد تأسست حوالي عام 1500، وربما هُجرت حوالي عام 1700. ويعتقد كيركمان أنها ربما كانت مكانًا يلجأ إليه علماء الدين أو المتدينون. المسجد الكبير في التقوى محفوظ جيدًا نسبيًا. الهيكل الآخر المهم هو ضريح العمود، الذي يحمل نقشًا بتاريخ 1681-1682. يُقال إنه عندما هُجرت التقوى، استقر سكانها عبر الخليج مباشرة في شيلا في جزيرة لامو. يأتي سكان شيلا مرتين في السنة إلى ضريح العمود في التقوى للصلاة من أجل المطر. صُنفت أطلال التقوى بوصفها معلم تذكاري وطني كيني في عام 1982.

## معرض الصور

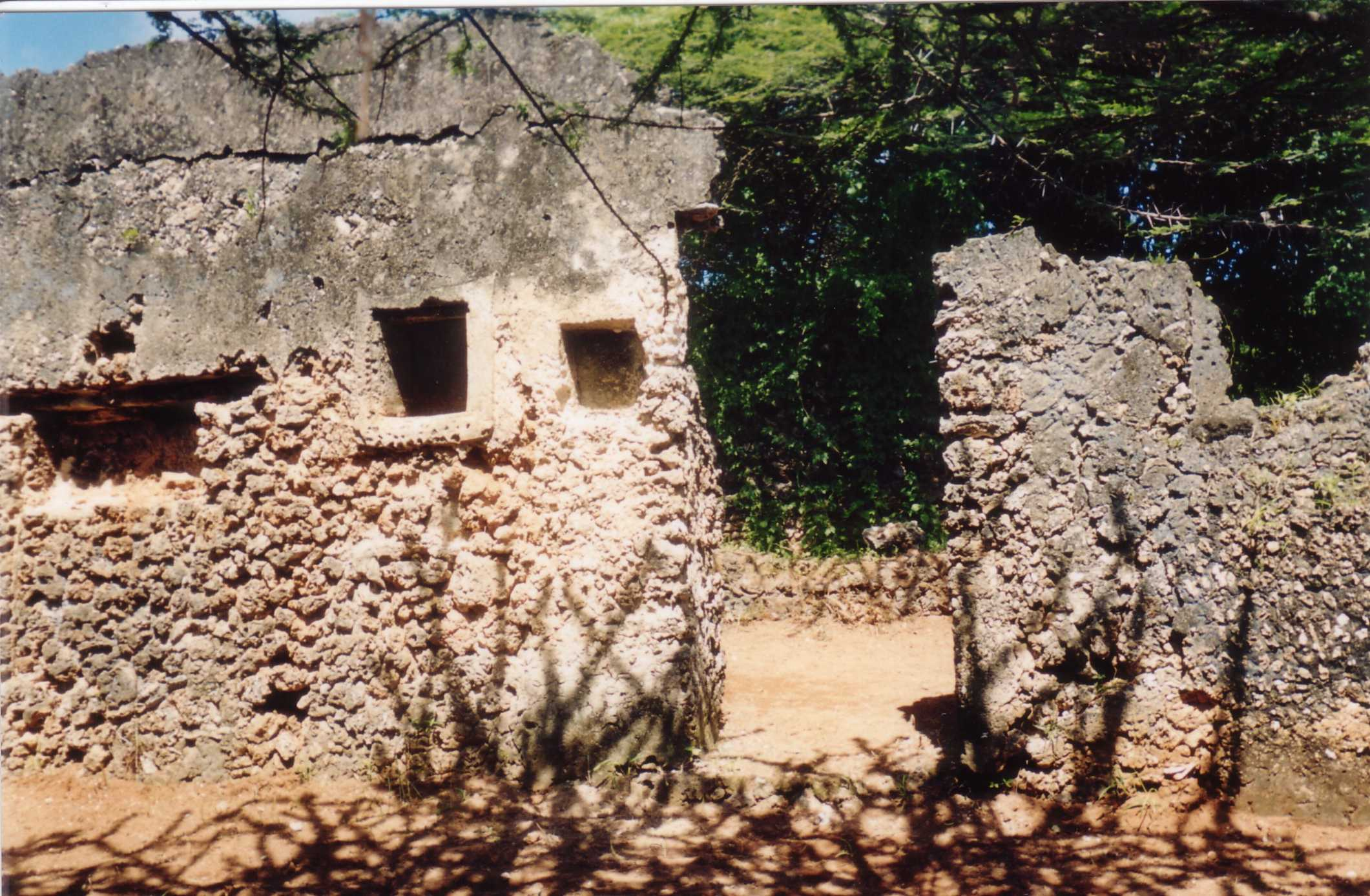
Takwa Ruins-Building
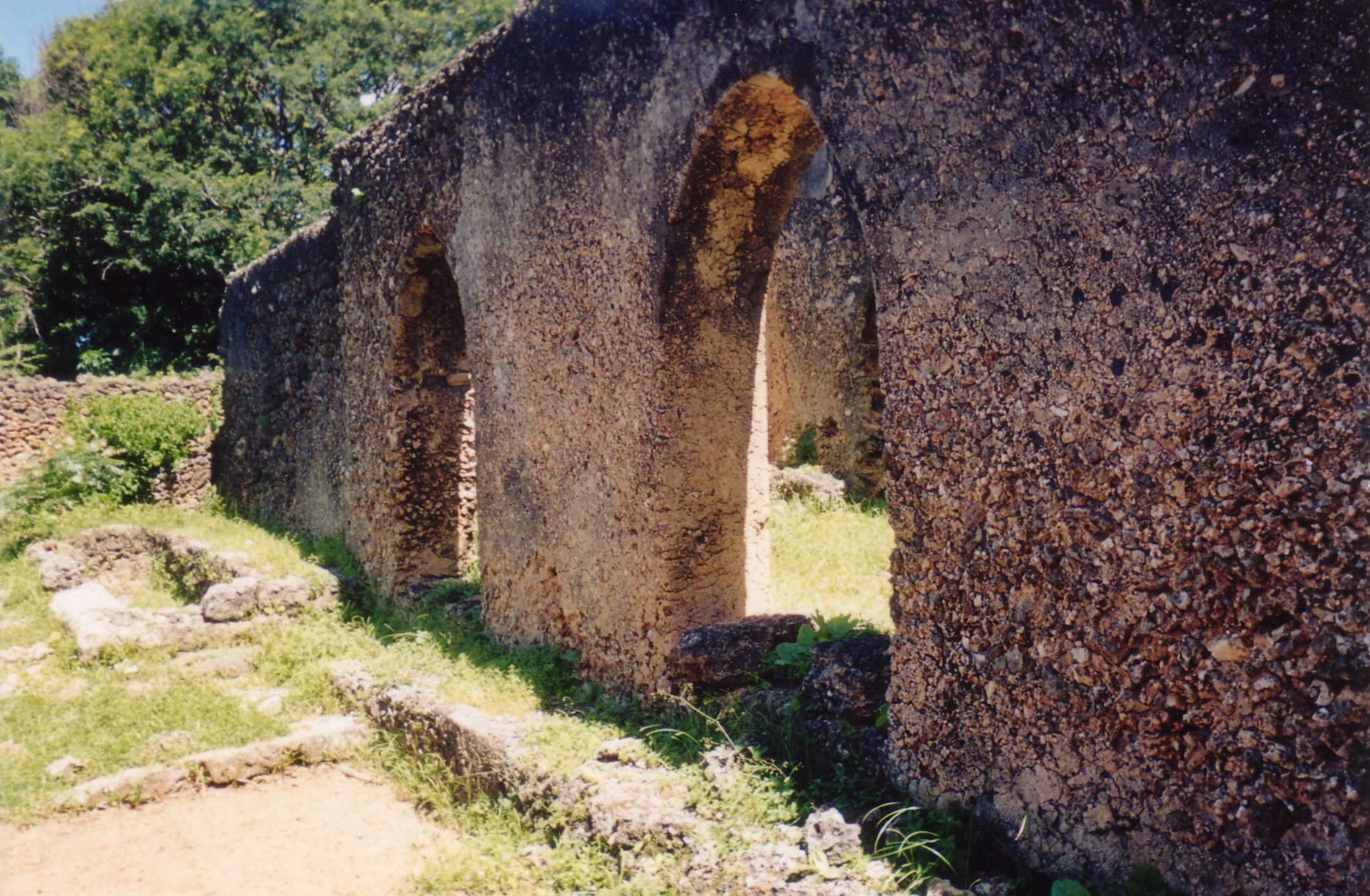
Takwa Ruins-Wall
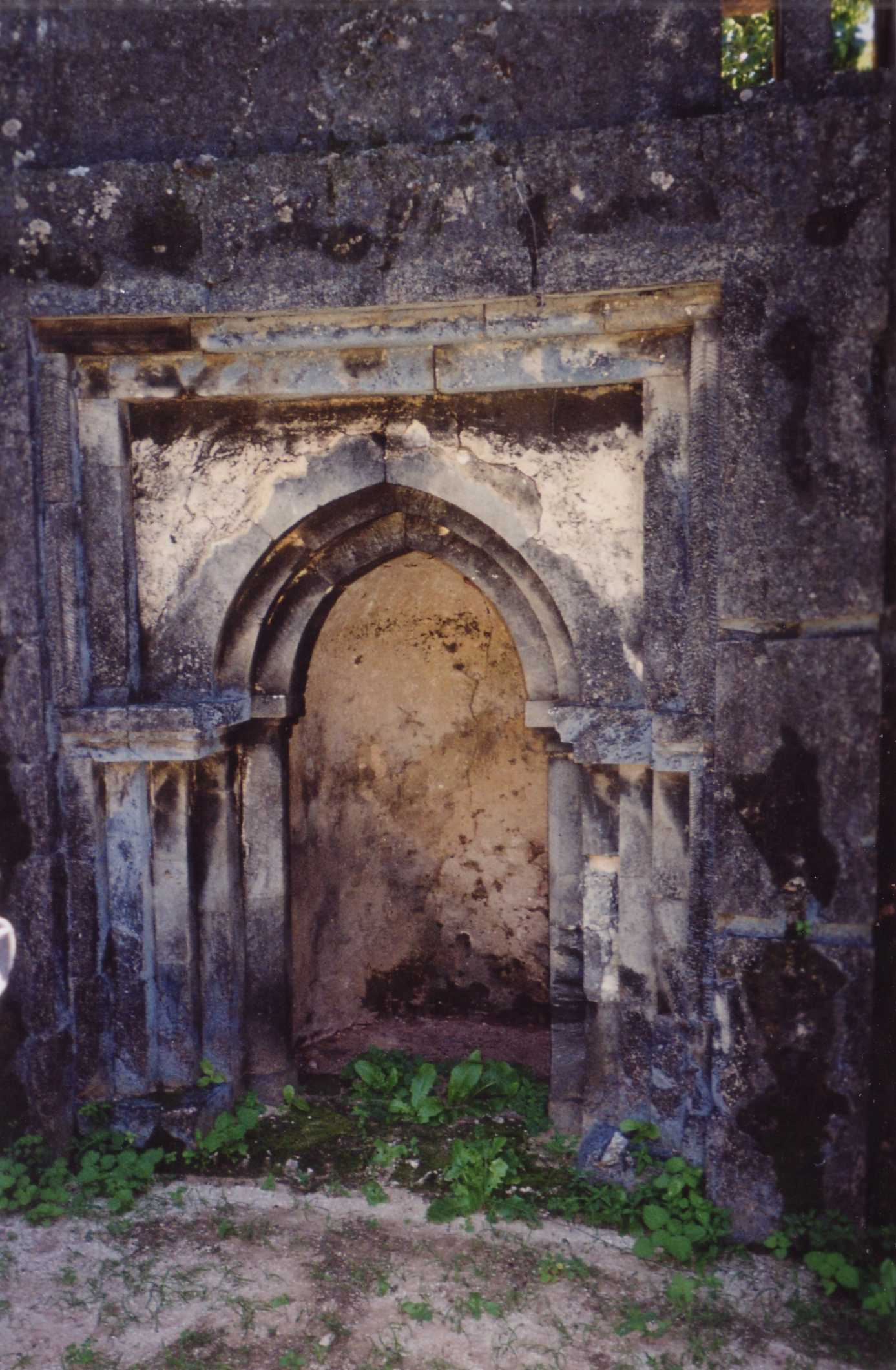
Takwa Ruins-محراب
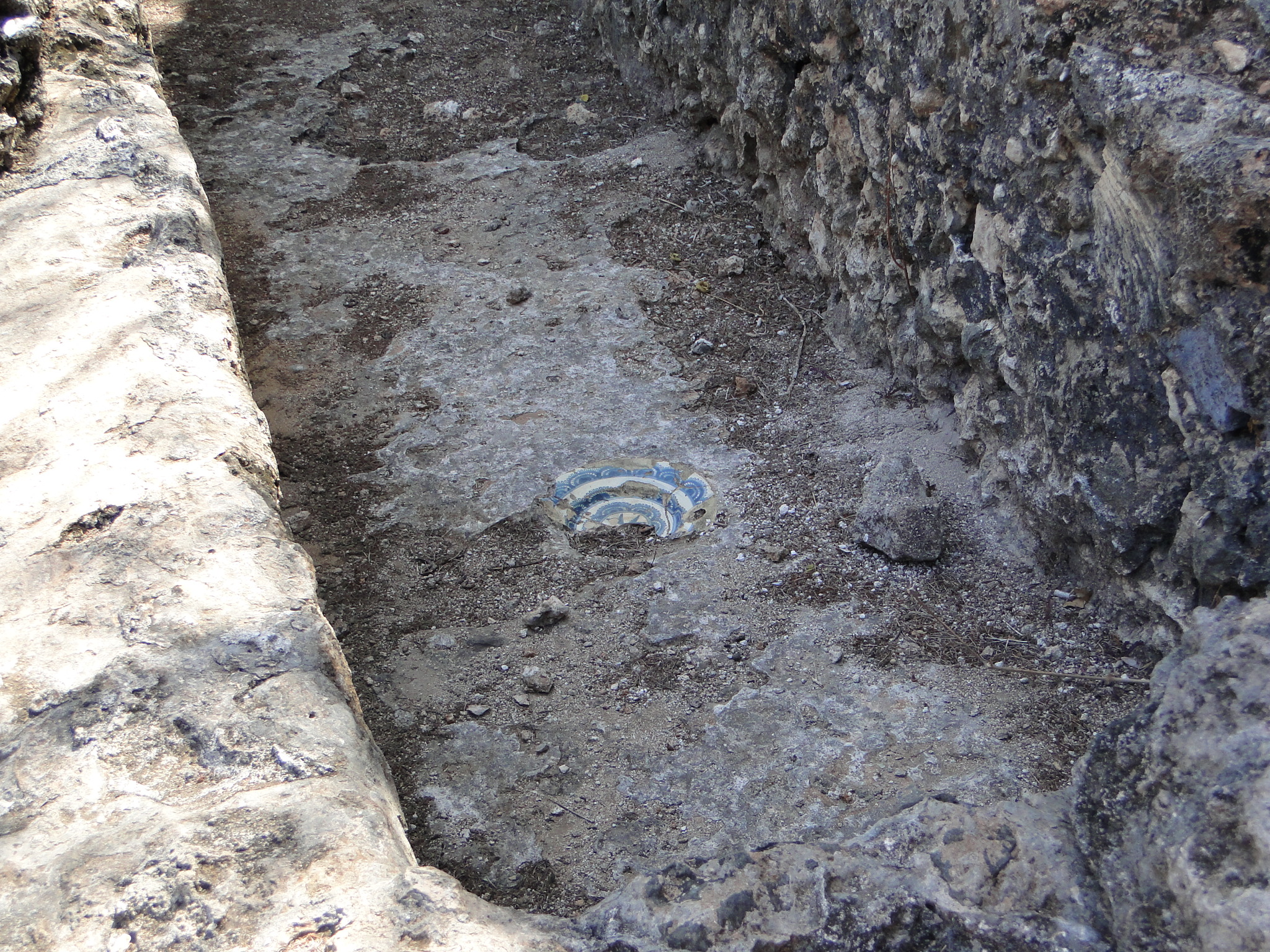
Takwa Ruins وضوء
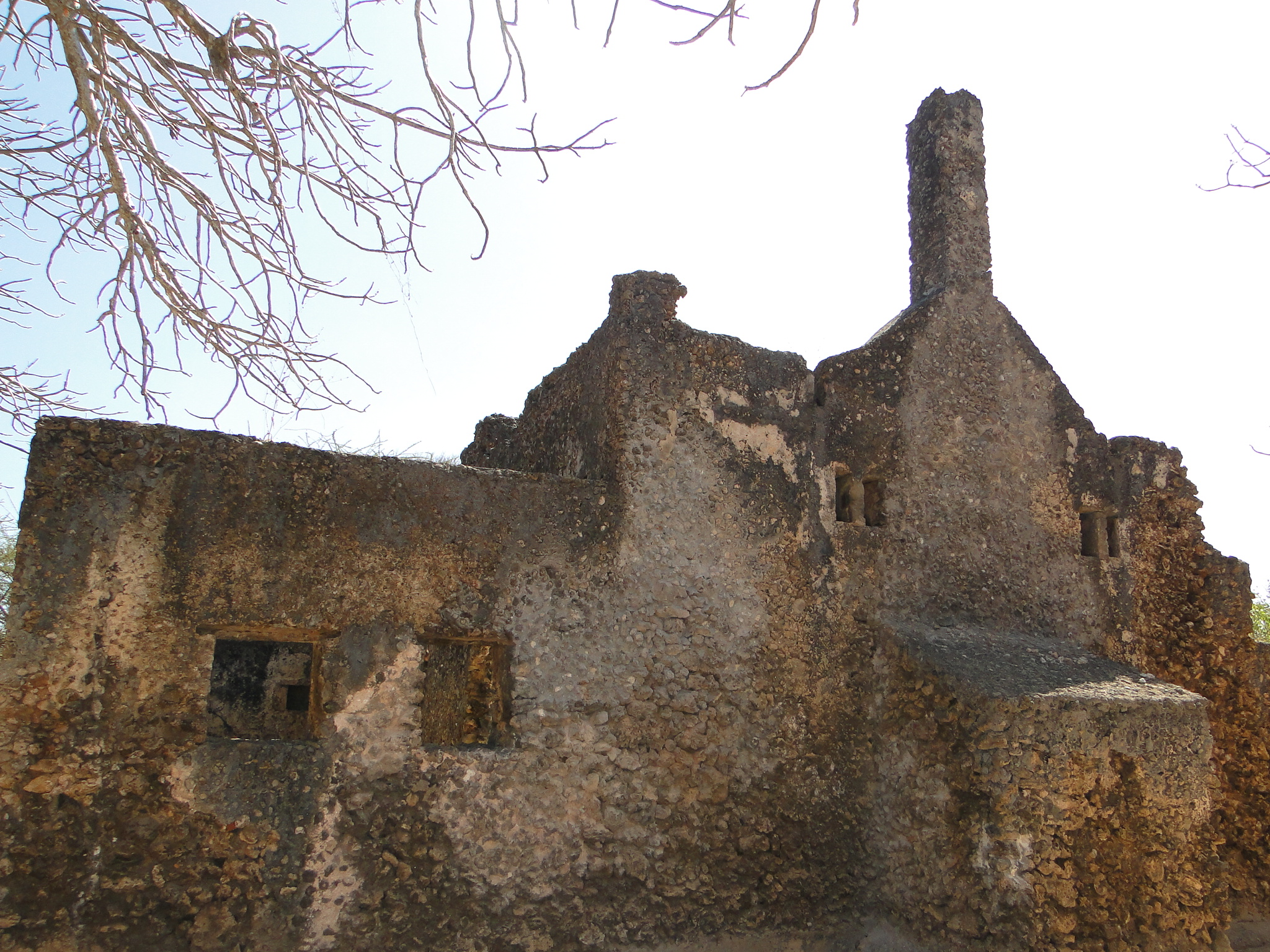
Takwa Ruins Mosque wall

## ثبت المراجع
- Martin, Chryssee MacCasler Perry and Esmond Bradley Martin: Quest for the Past. An historical guide to the Lamu Archipelago. 1973.

## للاستزادة
- Wilson, Thomas H.: Takwa: An Ancient Swahili Settlement of the Lamu Archipelago. Kenya Museum Society.

2°17′54.55″S 40°57′30.32″E / 2.2984861°S 40.9584222°E